# Wspólnota administracyjna Neukirchen bei Sulzbach-Rosenberg
Wspólnota administracyjna Neukirchen bei Sulzbach-Rosenberg – wspólnota administracyjna (niem. Verwaltungsgemeinschaft) w Niemczech, w kraju związkowym Bawaria, w rejencji Górny Palatynat, w regionie Oberpfalz-Nord, w powiecie Amberg-Sulzbach. Siedziba wspólnoty znajduje się w miejscowości Neukirchen bei Sulzbach-Rosenberg, a przewodniczącym jej jest Georg Schmid.
Wspólnota administracyjna zrzesza trzy gminy wiejskie (Gemeinde): 
- Etzelwang, 1 442 mieszkańców, 21,69 km²
- Neukirchen bei Sulzbach-Rosenberg, 2 652 mieszkańców, 45,75 km²
- Weigendorf, 1 203 mieszkańców, 12,58 km²